# Lewis Henry Morgan

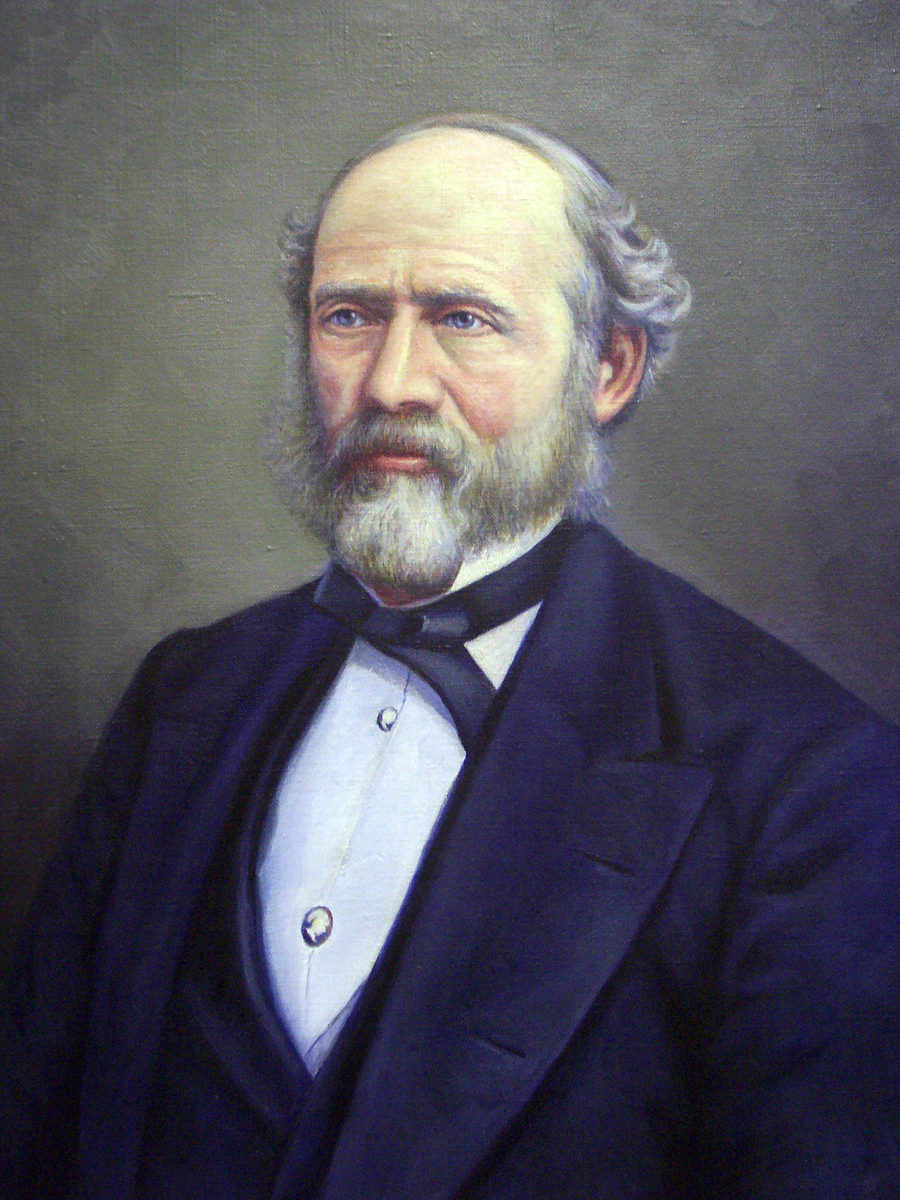
Lewis H. Morgan

Lewis Henry Morgan (Aurora (New York), 21 november 1818 – Rochester (New York), 17 december 1881) was een vooraanstaand Amerikaans etnoloog, socioloog en jurist. 
Morgan is vooral bekend van zijn theorieën over verwantschap en sociale evolutie, met name zijn beschrijving van het matriarchale stelsel naar aanleiding van zijn verblijf bij het Irokese volk (1851). Over dit volk publiceerde hij een volkenkundige beschrijving: League of the Ho-de-no-sau-nee, or Iroquois. Het boek was gebaseerd op waarnemingen en vraaggesprekken en wordt gezien als een van de eerste moderne antropologische studies. In dit boek beschrijft hij op systematische wijze de natuurlijke omgeving, de voedselproductie, het verwantschapssysteem, de ceremoniële gebruiken, de religie en het politieke systeem van de Irokezen.
Hij concludeerde dat de matriarchale op matrilineaire afstamming gebaseerde familie overal aan het patriarchale systeem zou voorafgegaan zijn. In navolging van zijn ideeën, gepubliceerd in zijn werk Ancient Society (1878) en mede onder invloed van het werk van Johann Jakob Bachofen Das Mutterrecht (1861) werd dit lange tijd, in ieder geval gedurende de negentiende eeuw, geaccepteerd door de meeste antropologen. 
Morgans werk inspireerde Karl Marx en Friedrich Engels. Deze laatste schreef naar aanleiding van het werk "Ancient Society" van Morgan zijn boek De oorsprong van het gezin, van de particuliere eigendom en van de staat.
Zijn inzichten gelden tegenwoordig algemeen als verouderd en als een versimpeling van de werkelijkheid.

## Publicaties
- League of the Ho-de-no-sau-nee, or Iroquois (1851)
- The American Beaver and his Works (1868)
- Systems of consanguinity and affinity of the human family (1871)
- Ancient Society (1877)
- Houses and House-life of the American Aborigines (1881)

- Bibsys: 90158319
- Biblioteca Nacional de España: XX1040651
- Bibliothèque nationale de France: cb12282365b (data)
- Catàleg d'autoritats de noms i títols de Catalunya: 981058513888206706
- CiNii: DA01003059
- Gemeinsame Normdatei: 118584030
- International Standard Name Identifier: 0000 0001 2123 084X
- Library of Congress Control Number: n50006099
- Nationale Bibliotheek van Letland: 000159669
- Bibliotheek van het Japanse parlement: 00450513
- Nationale Bibliotheek van Tsjechië: jn20040301023
- Nationale bibliotheek van Australië: 36413878
- Nationale Bibliotheek van Israël: 987007265527305171
- Nationale Bibliotheek van Polen: a0000001713511
- Nationale en Universitaire bibliotheek Zagreb: 000288301
- Nederlandse Thesaurus van Auteursnamen: 068914814
- Réseau des bibliothèques de Suisse occidentale: 02-A003609534
- Istituto Centrale per il Catalogo Unico: TO0V085453
- SNAC: w6cz38dq
- Système universitaire de documentation: 031648045
- Trove: 1255035
- Virtual International Authority File: 19740087
- WorldCat: E39PBJdRv7JWYhG6T3bPPYctrq